# Amalosia lesueurii
Amalosia lesueurii (оксамитовий гекон Лесюєра) — вид геконоподібних ящірок родини диплодактилідів (Diplodactylidae). Ендемік Австралії. Вид названий на честь французького натураліста Шарля Александра Лесюєра.

## Поширення й екологія
Оксамитові гекони Лесюєра мешкають у долинах і горах Великого Вододільного хребта на крайньому південному сході Квінсленду та на сході Нового Південного Уельсу (на південь до Національного парку Мортон), за винятком долини Хантер. Вони живуть серед скель, у печерах та в сухих склерофільних лісах. Відкладають яйця.